# Ascension (album de John Coltrane)
Pour les articles homonymes, voir Ascension.
Albums de John Coltrane
Living Space
(1965) Sun Ship
(1965)
Ascension de John Coltrane est un disque de jazz sorti en février 1966 des studios de Rudy Van Gelder et produit par Bob Thiele sur le label Impulse!.

## Historique
« J'avais envoyé des exemplaires de Ghosts et Spiritual Unity à Coltrane pour l'aider à trouver la voie, c'est un frère spirituel, quelqu'un qui peut vraiment entendre la musique, quelle qu'elle soit. Et après est venu Ascension. C'était beau, tout prenait corps. »

— Albert Ayler, Entretien avec Val Wilmer de septembre 1966
Ascension marque un tournant décisif dans la carrière de John Coltrane, c'est le moment où il commence à jouer sous la bannière New Black Music. Ces enregistrements constituent les débuts discographiques de sa collaboration avec Pharoah Sanders, montrant sa volonté d'élargir son quartette à d'autres musiciens. Plus important encore, cet album fut considéré alors comme la caution du musicien de jazz phare des années 1960 au mouvement du Free Jazz. Les jeunes musiciens invités à la séance participaient pour la plupart d'entre eux à ce mouvement, dont l'influence sur la performance est manifeste. De par sa forme et son collectif, on peut considérer que c'est un prolongement de Free Jazz (A Collective Improvisation), l'album enregistré par le double quartette d'Ornette Coleman 5 ans plus tôt. 
Le théoricien et critique Bill Mathieu commence sa chronique D'Ascension dans Down Beat en 1966, par cette phrase qui a gardé toute sa justesse: "Il s'agit certainement du son humain le plus puissant jamais enregistré". (cf Free Jazz de Ekkehard Jost)

« Nous fîmes deux prises, et chacune d'elles avait cette capacité de faire pleurer les gens. Les gens qui étaient dans le studio pleuraient réellement. »

— Marion Brown
Rashied Ali, qui finira par remplacer Elvin Jones, avait d'ailleurs été invité à la séance mais avait décliné l'invitation car il ne souhaitait pas jouer avec Elvin Jones : « J'aurais pu en être si je n'avais pas été aussi imbu de moi-même » confiera-t-il en 2001.

« J'ai beaucoup aimé à l'écoute du disque. J'ai apprécié toutes les contributions individuelles. »

— John Coltrane, Entretien avec Frank Kofsky de l'été 1966
Lors de la tournée européenne qui suivit la session, le quartette de Coltrane interpréta à différentes reprises le même thème : au festival de Juan-les-Pins à Antibes le 27 juillet 1965, puis Salle Pleyel à Paris le lendemain. On retrouve ces enregistrements sous le titre Blue Valse (ou Blue Waltz) sur les albums (non officiels) publiés après le décès de Coltrane consacrés à ces performances.

## Titres

### Première édition
En raison de sa durée, Ascension était à l'origine répartie sur les deux faces :
Face 1
1. Ascension - Part I - 18:55

Face 2
1. Ascension - Part II - 19:42

### Seconde édition
Face 1
1. Ascension - Part I - 18:35

Face 2
1. Ascension - Part II - 19:55

### Rééditions CD
Depuis The Major Works Of John Coltrane, les deux versions sont désormais disponibles sur un seul support, et sans coupure : 
1. Ascension - Edition II - 40:56
2. Ascension - Edition I - 38:30

## Musiciens
- John Coltrane : Saxophone ténor
- Pharoah Sanders : Saxophone ténor
- Archie Shepp : Saxophone ténor
- Marion Brown : Saxophone alto
- John Tchicai : Saxophone alto
- Freddie Hubbard : Trompette
- Dewey Johnson : Trompette
- McCoy Tyner : Piano
- Art Davis : Contrebasse
- Jimmy Garrison : Contrebasse
- Elvin Jones : Batterie